# Rock & Roll Over Tour
Rock and Roll Over Tour fue una gira de conciertos realizada por la banda estadounidense de hard rock Kiss como promoción de su disco Rock and Roll Over. Esta gira fue la segunda a gran escala que realizó Kiss luego de su llegada al éxito con discos como Alive! y Destroyer.
Un dato importante es que a partir de la manga japonesa la banda empezó a utilizar las guitarras inalámbricas, debido a que Ace Frehley se electrocutó en un concierto.

## Lista de canciones
- 1. Detroit Rock City
- 2. Take Me
- 3. Let Me Go, Rock ’n Roll
- 4. Ladies Room
- 5. Firehouse
- 6. Makin’ Love
- 7. Cold Gin (incl. guitar solo)
- 8. Do You Love Me
- 9. Nothin’ To Lose
- 10. Bass Solo/God Of Thunder (incl. Drum solo)
- 11. I Want You
- 12. Rock And Roll All Nite

Encores:
- 13. Shout It Out Loud
- 14. Beth
- 15. Black Diamond

## Fechas del tour
| Fecha                           | Ciudad             | País           | Lugar                           |
| ------------------------------- | ------------------ | -------------- | ------------------------------- |
| Primera Manga - Estados Unidos  |                    |                |                                 |
| 24 de noviembre de 1976         | Savannah           | Estados Unidos | Centro Cívico                   |
| 12 de noviembre de 1976         | Boston             | Estados Unidos | Garden                          |
| 25 de noviembre de 1976         | Charlotte          | Estados Unidos | Coliseum                        |
| 27 de noviembre de 1976         | Raleigh            | Estados Unidos | Dorton Arena                    |
| 28 de noviembre de 1976         | Greenville         | Estados Unidos | Memorial Auditorium             |
| 30 de noviembre de 1976         | Columbus (Ohio)    | Estados Unidos | Municipal Auditorium            |
| 2 de diciembre de 1976          | Memphis            | Canadá         | Mid-South Coliseum              |
| 3 de diciembre de 1976          | Jackson            | Estados Unidos | Jackson Coliseum                |
| 4 de diciembre de 1976          | New Orleans        | Estados Unidos | Municipal Auditorium            |
| 5 de diciembre de 1976          | Mobile             | Estados Unidos | Municipal Auditorium            |
| 7 de diciembre de 1976          | Huntsville         | Estados Unidos | Von Braun Civic Center          |
| 8 de diciembre de 1976          | Mâcon              | Estados Unidos | Coliseum                        |
| 10 de diciembre de 1976         | Jacksonville       | Estados Unidos | Coliseum                        |
| 11 de diciembre de 1976         | Miami              | Estados Unidos | Sportatorium                    |
| 12 de diciembre de 1976         | Lakeland           | Estados Unidos | Centro Cívico                   |
| 15 de diciembre de 1976         | Buffalo            | Estados Unidos | Memorial Coliseum               |
| 16 de diciembre de 1976         | Syracuse           | Estados Unidos | War Memorial Coliseum           |
| 18 de diciembre de 1976         | New Haven          | Estados Unidos | Coliseum                        |
| 19 de diciembre de 1976         | Largo              | Estados Unidos | Capital Center                  |
| 21 de diciembre de 1976         | Filadelfia         | Estados Unidos | Wachovia Spectrum               |
| 27 de diciembre de 1976         | Fayetteville       | Estados Unidos | Cumberland County Coliseum      |
| 28 de diciembre de 1976         | Roanoke            | Estados Unidos | Roanoke Civic Center            |
| 30 de diciembre de 1976         | Augusta            | Estados Unidos | Centro Cívico                   |
| 5 de enero de 1977              | Abilene            | Estados Unidos | Taylor Coliseum                 |
| 6 de enero de 1977              | Tulsa              | Estados Unidos | Assembly Center                 |
| 7 de enero de 1977              | Norman             | Estados Unidos | Universidad de Oklahoma         |
| 9 de enero de 1977              | Wichita            | Estados Unidos | Henry Levitt Arena              |
| 10 de enero de 1977             | Amarillo           | Estados Unidos | Centro Cívico                   |
| 11 de enero de 1977             | Albuquerque        | Estados Unidos | Tingley Coliseum                |
| 13 de enero de 1977             | Salt Lake City     | Estados Unidos | Salt Palace                     |
| 15 de enero de 1977             | Denver             | Estados Unidos | McNichols Arena                 |
| 17 de enero de 1977             | Grand Forks        | Estados Unidos | Universidad de Dakota del Norte |
| 18 de enero de 1977             | Duluth             | Estados Unidos | Duluth Arena                    |
| 20 de enero de 1977             | Lincoln (Nebraska) | Estados Unidos | Pershing Auditorium             |
| 21 de enero de 1977             | Des Moines         | Estados Unidos | Veterans Memorial Coliseum      |
| 22 de enero de 1977             | Chicago            | Estados Unidos | Chicago Stadium                 |
| 24 de enero de 1977             | Fort Wayne         | Estados Unidos | Veterans Memorial Coliseum      |
| 25 de enero de 1977             | Terre Haute        | Estados Unidos | Hulman Center                   |
| 27, 28 y el 29 de enero de 1977 | Detroit            | Estados Unidos | Cobo Hall                       |
| 8 de febrero de 1977            | Omaha              | Estados Unidos | Civic Auditorium                |
| 10 de febrero de 1977           | Waterloo           | Estados Unidos | McElroy Auditorium              |
| 12 de febrero de 1977           | San Pablo          | Estados Unidos | St. Paul Civic Arena            |
| 16 de febrero de 1977           | Hartford           | Estados Unidos | Centro Cívico                   |
| 18 de febrero de 1977           | Nueva York         | Estados Unidos | Madison Square Garden           |
| 21 de febrero de 1977           | Uniondale          | Estados Unidos | Nassau Coliseum                 |
| 3 de marzo de 1977              | Tampa              | Estados Unidos | Sun Dome                        |
| 5 de marzo de 1977              | Lexington          | Estados Unidos | Rupp Arena                      |
| Segunda Manga - Japón           |                    |                |                                 |
| 24 y 25 de marzo de 1977        | Osaka              | Japón          | Kosei Nenkin Hall               |
| 26 de marzo de 1977             | Kioto              | Japón          | Kaikan                          |
| 14 de abril de 1977             | Hamburgo           | Alemania       | Ernest-Merck-Halle              |
| 28 de marzo de 1977             | Nagoya             | Japón          | Aichi-Ken Taiiku-Kan            |
| 29 de marzo de 1977             | Osaka              | Japón          | Festival Hall                   |
| 30 de marzo de 1977             | Fukuoka            | Japón          | Kyuden Taiiku-Kan               |
| 1, 2, 2(*) y 4 de abril de 1977 | Tokio              | Japón          | Nippon Budōkan                  |

(*) = 2 shows el mismo día